# Benthopecten pentacanthus
Benthopecten pentacanthus is een zeester uit de familie Benthopectinidae.
De wetenschappelijke naam van de soort werd in 1958 gepubliceerd door Howard Barraclough Fell.